# Scoliopteryx postnigrescens
Scoliopteryx postnigrescens är en fjärilsart som beskrevs av Barend J. Lempke 1966. Scoliopteryx postnigrescens ingår i släktet Scoliopteryx och familjen nattflyn. Inga underarter finns listade.